# Игнатенко, Владимир Владимирович (легкоатлет)
Влади́мир Влади́мирович Игнате́нко (укр. Володимир Володимирович Ігнатенко; род. 17 апреля 1955, Нежин, Черниговская область) — советский украинский легкоатлет, специалист по бегу на короткие дистанции. Выступал за сборную СССР по лёгкой атлетике в конце 1970-х годов, чемпион Универсиады в Софии, обладатель двух бронзовых медалей чемпионата Европы, победитель первенств всесоюзного и республиканского значения. Мастер спорта СССР международного класса. Тренер по лёгкой атлетике.

## Биография
Владимир Игнатенко родился 17 апреля 1955 года в городе Нежин Черниговской области Украинской ССР. Отец Владимир Фёдорович — военный офицер. Мать Галина Орестовна — учительница средней школы.
В детстве пробовал себя в разных видах спорта, гимнастике, футболе, велоспорте, лыжных гонках, прыжках с шестом, проходил подготовку в нежинской Детско-юношеской спортивной школе. Позже во время службы в армии продемонстрировал спринтерские качества и выбрал своей специальностью бег на короткие дистанции — успешно выступал на первенствах Вооружённых Сил.
После демобилизации вернулся в Нежин, тренировался под руководством Николая Пантелеймоновича Гайдыма. В 1976 году победил на чемпионате Украинской ССР, преодолев дистанцию 100 метров за 10,6 секунды.
Впервые заявил о себе на всесоюзном уровне в сезоне 1977 года, когда на чемпионате СССР в Москве с украинской командой одержал победу в эстафете 4 × 100 метров. Будучи студентом Нежинского педагогического института, представлял Советский Союз на Универсиаде в Софии — вместе с соотечественниками Николаем Колесниковым, Александром Аксининым и Юрием Силовым превзошёл всех соперников и завоевал золотую награду.
В 1978 году на зимнем чемпионате СССР в Москве выиграл бронзовую и серебряную медали в беге на 60 и 100 метров соответственно, на чемпионате Европы в помещении в Милане в дисциплине 60 метров дошёл до стадии полуфиналов. Летом успешно выступил на чемпионате Европы в Праге: взял бронзу в дисциплине 100 метров и в эстафете 4 × 100 метров, тогда как на дистанции 200 метров дошёл до полуфинала. На последовавшем чемпионате СССР в Тбилиси трижды поднимался на верхнюю ступень пьедестала почёта: был лучшим на дистанциях 100 и 200 метров, а также в эстафете 4 × 200 метров.
В 1979 году в 100-метровой дисциплине стал бронзовым призёром на зимнем чемпионате СССР в Минске, в эстафете 4 × 100 метров занял шестое место на Кубке мира в Монреале.
В 1980 году в беге на 100 метров получил серебро на зимнем чемпионате СССР в Москве. В связи с серьёзной травмой не попал на Олимпийские игры в Москве и вынужден был завершить спортивную карьеру.
За спортивные достижения удостоен звания «Мастер спорта СССР международного класса».
Окончив Киевский государственный институт физической культуры, некоторое время преподавал здесь, затем в течение 15 лет работал в Министерстве молодёжи и спорта Украины. Проявил себя на тренерском поприще, сотрудничал со сборными командам ОАЭ, Брунея, Индии. Заслуженный тренер Украины.